# Census County Division
Une census county division (CCD) est, aux États-Unis, une subdivision d'un comté qui est une région statistique permanente établie par une coopération entre l'United States Census Bureau et les autorités gouvernementales locales. Les CCD sont utilisées pour le recensement décennal dans les États n'ayant pas de minor civil divisions bien définies.